# Cymbilaimus
Cymbilaimus es un género de aves paseriformes perteneciente a la familia Thamnophilidae que agrupa a dos especies nativas de la América tropical (Neotrópico), donde se distribuyen desde el sureste de Honduras, por América Central y del Sur, hasta el sureste de Perú, norte de Bolivia y suroeste de la Amazonia brasileña. A sus miembros se les conoce por el nombre común de bataráes y también hormigueros u hormiguerotes.

## Etimología
El nombre genérico masculino «Cymbilaimus» es una combinación de la palabra del latín «cymba»: pequeño barco (especialmente el usado por Caronte para transportar los muertos, en referencia al pico robusto de las especies) y del género Lanius, los alcaudones. Otros consideran que la segunda parte proviene de la palabra griega «laimos»: garganta.

## Características
Los dos bataráes de este género son aves medianas, miden entre 17 y 18 cm de longitud, el plumaje barrado negro y blanco en los machos y pardo y blanco en las hembras. Habitan en los estratos bajo y medio de selvas húmedas. Son mayores y sus picos más robustos que los más conocidos batarás del género Thamnophilus.

## Lista de especies
Según las clasificaciones del Congreso Ornitológico Internacional (IOC)  y Clements Checklist/eBird v.2019, el género agrupa a las siguientes especies con el respectivo nombre popular de acuerdo con la Sociedad Española de Ornitología (SEO):
| Imagen | Nombre científico         | Autor              | Nombre común            | EC (*) |
| ------ | ------------------------- | ------------------ | ----------------------- | ------ |
|        | Cymbilaimus lineatus      | (Leach, 1814)      | batará lineado          | LC     |
|        | Cymbilaimus sanctaemariae | Gyldenstolpe, 1941 | batará de Madre de Dios | LC     |

(*) Estado de conservación